# آمروبیسین
آمروبیسین (به انگلیسی: Amrubicin) (INN؛ قبلاً با عنوان SM-5887 شناخته می‌شد) یک آنتراسیکلین مورد استفاده در درمان سرطان ریه است. از سال ۲۰۰۲ توسط شرکت سومیتومو با نام تجاری Calsed در ژاپن به بازار عرضه می‌شود.